# Madrigale
Il madrigale è una composizione musicale o lirica, in maggior parte per gruppi di 3-5 voci, originaria dell'Italia, e diffusa in particolare tra Rinascimento e Barocco.
L'origine della parola è a tutt'oggi discussa: se ne ipotizza l'etimologia dal latino volgare mandria-mandrialis in riferimento al contenuto rustico e pastorale; da matrix-matricalis, "di lingua materna, dialettale" o, nell'accezione proposta da Bruno Migliorini, "alla buona"; dal provenzale mandra gal, "canto pastorale" o ancora dallo spagnolo madrugada, "alba"; dal latino "materialis" opposto a "spiritualis" ovvero "cose materiali o grosse".  Tutte queste saranno caratteristiche del madrigale musicale del '300.
La forma originale del madrigale, assai praticata nel secolo XIV, era costituita da una successione di endecasillabi, di numero variabile da sei a quattordici, ripartiti in brevi strofette con vari incontri di rime e comunque sempre con una rima baciata finale.

## Gli inizi
Se già Dante scriveva brevi liriche destinate ad essere musicate magari dall'amico Casella, di cui parla nel Purgatorio, i primi madrigali, che ci sono noti dal 1330 circa, affini ai conduits francesi, sono a 2 e raramente a 3 voci, di cui la prima melodica, e la seconda, più bassa, ha funzioni di sostegno armonico. Nell'esecuzione potevano essere impiegati gli strumenti ed esistono infatti madrigali puramente strumentali. In quel tempo, i maggiori compositori di madrigali, oltre che di cacce e ballate, sono Giovanni da Cascia, Jacopo da Bologna e, soprattutto, Francesco Landini.
Con l'inizio del XV secolo, si ha un'eclissi del genere; alla fine del secolo si assiste all'affermazione in Toscana del canto carnascialesco, musicato su testi di Lorenzo il Magnifico e di Angelo Poliziano e, nel nord Italia, della frottola, composizione generalmente con un contenuto frivolmente amoroso, in forma di ottava di versi ottonari e musicata a 3 o 4 voci, di cui la prima spicca monodicamente e le altre vanno a contrappunto. I maggiori musicisti del genere sono Bartolomeo Tromboncino e Marchetto Cara.
Questa forma fissa (ovvero caratterizzata da una relativa indipendenza organizzativa tra musica e immagini poetiche) ha origine nell'Ars nova italiana e Giovanni da Firenze ne stabilisce i caratteri tipici: ciascun verso inizia e finisce con un melisma, mentre la sezione centrale è sillabica. La voce superiore del superius predomina sul tenor più sillabico. È inoltre monotestuale (contempla un solo testo musicale) e tende maggiormente alla linearità melodica che all'armonia.
La musica comunque segue l'andamento strofico del testo poetico, caratterizzato da 2 o 3 terzine e da un ritornello: le terzine hanno tutte musica identica (si identificano perciò con aa/a), mentre il ritornello finale ha musica diversa (identificato quindi con b). È in stretto rapporto con lo strambotto. Ecco il testo di un madrigale musicato da Giovanni da Firenze:
(F. Sacchetti, Agnel son bianco)

## L'apogeo
Ancorché entrambi polifonici, è necessario distinguere il Madrigale del XIII-XIV secolo, strofico, con un distico finale, da quello astrofico e assai più variegato qual è quello cinquecentesco.
La dimensione produttiva del madrigale musicale cinquecentesco, di cui si conservano a stampa circa 40.000 brani, è tale che supera ampiamente l'intera produzione polifonica vocale non liturgica di tutte le altre forme vocali profane e di tutte le lingue europee messe insieme, e rappresenta un vertice di comunicazione musicale tardo rinascimentale, che tocca e influenza quasi tutta la produzione musicale europea del XVI e del XVII secolo.
Nel XVI secolo si ha quindi la sua piena affermazione: nel 1520 viene pubblicato a Venezia un libro di musiche di Bernardo Pisano su testi del Petrarca che, vicine al mottetto fiammingo, possono costituire l'atto di nascita del madrigale cinquecentesco insieme con i Madrigali nuovi da diversi eccellentissimi musici, raccolta di musiche, edita a Venezia nel 1533, di Costanzo Festa, Sebastiano Festa, Philippe Verdelot, Jacobo de Toscana e Maistre Jan. Il nuovo madrigale è una fusione della frottola con la polifonia francese e fiamminga e infatti i maggiori compositori sono soprattutto fiamminghi, come Adrian Willaert, del quale è la Musica Nova del 1539, Jacques Arcadelt, Cipriano de Rore. Quest'ultimo, autore di armonie complesse e di contrappunti intricati, cura l'adesione della musica al testo con ritmi variati e una declamazione raffinata; la sua musica continuò a essere studiata per almeno tutto il secolo, servendo di modello ai compositori successivi tanto che nel 1577 fu stampata una sua raccolta di madrigali a scopo didattico.
I compositori della seconda metà del secolo, sulla scia del de Rore, dedicano particolare cura alla corrispondenza del testo con la musica, attraverso ricerche cromatiche ed espressive, con effetti d'eco e contrappunto, fino a giungere alla cosiddetta musica visiva, in cui si fanno corrispondere a sillabe testuali come sol, mi, fa, re le note omonime, a utilizzare le note nere (o, al contrario, le note bianche), per esprimere sentimenti di tristezza o di gioia, a innalzare la melodia in corrispondenza di parole come cielo e facendola scendere in corrispondenza di parole come profondo e simili. Tra i madrigalisti più rigorosi sono il fiammingo Orlando di Lasso, Giovanni Pierluigi da Palestrina, autore di madrigali profani e sacri, il veneziano Andrea Gabrieli, che adotta il recitativo corale e il dialogo, il nipote Giovanni Gabrieli, Luca Marenzio.

### Il madrigale del '500/'600
Inizia a prevalere in questo periodo l'attenzione per il testo poetico, cui la musica tende ad aderire strettamente: di qui nasce anche il termine madrigalismo che evidenzia questo rapporto con il testo poetico (vedi Retorica musicale). La varietà metrica del testo inoltre stimola il musicista a nuove soluzioni musicali, verificando le capacità espressive; ha quindi capacità illustrativa. È presente quindi un netto distacco con il madrigale del '300.
È una musica durchkomponiert (composizione a forma aperta), con un'invenzione continua; si usano:
- contrappunto ad imitazione
- episodi accordali
- ritmi rapidi o lenti
- registri gravi o acuti
- salti melodici inusitati
- accordi con cromatismi o consonanti

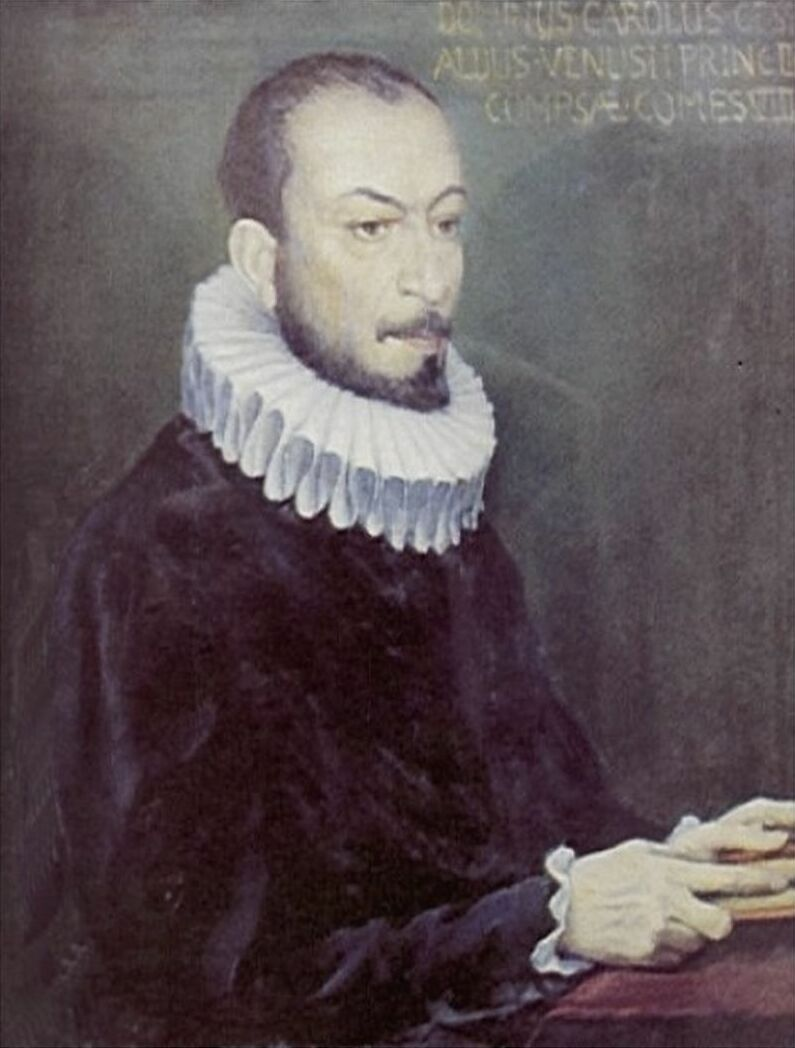
Carlo Gesualdo principe di Venosa e signore di Gesualdo (Italia)

La forma più diffusa nel '500 è a 5 voci, tutte con valenza polifonica, cioè senza una voce principale e altre d'accompagnamento. È un gioco della società colta che si diverte ad analizzare una poesia importante. Segue caratteristiche molto diverse secondo l'epoca. Dura circa 5 minuti; presenta sezioni diverse a struttura concertante. Tratta diversi temi come, ad esempio:
- un amore stilnovistico o carnale nel barocco
- associato alla morte
- religioso (inizio dell'oratorio)

Altri tipi di madrigali sono:
- madrigale cromatico: le note nere (ovvero quelle più brevi) sottolineano le parole foco oggetto di madrigalismo
- madrigale arioso: prevale l'aria sulle altre parti accordali.
- madrigale drammatico: presentavano stati d'animo alterni e contrastanti

### Autori di madrigali
- Ludovico Ariosto, autore di dodici madrigali all'interno delle Rime.
- Torquato Tasso, autore del madrigale "Qual rugiada o qual pianto".
- Orlando di Lasso, certamente l'autore più fecondo nel panorama musicale cinquecentesco, dedica a questo genere un'ampia parte della sua produzione, che si caratterizza per raffinatezza e complessità contrappuntistica.
- Luca Marenzio, vedi i suoi libri di madrigali.
- Carlo Gesualdo principe di Venosa; opera a Napoli: musicista dilettante (ovvero per diletto), ha una musica piena di sperimentalismi. Per lui, il testo ha la preminenza: tutta la sua audacia ritmica e armonica e l'estremo cromatismo sono giustificati dalla necessità di ottenere la massima corrispondenza musicale alla rappresentazione poetica.
- Antonio il Verso, esponente principale della Scuola Polifonica Siciliana.
- Con Claudio Monteverdi si conclude la stagione aurea del madrigale italiano: i suoi Nove libri di madrigali ripercorrono l'evoluzione del genere. Ai madrigali del Quinto libro, 1605, ancora polifonici a 5 voci, viene aggiunto il basso continuo e fa capolino la monodia, cioè la preminenza di una voce, normalmente il soprano, sulle altre. La tendenza giunge a prevalere nel corso dei quattro libri successivi – il Sesto libro, del 1614, contiene il famoso Lamento di Arianna, tratto dall'opera Arianna del 1608 - a 1, 2, 3 voci con basso continuo e strumenti obbligati, che costituiscono un tratto d'unione del madrigale classico con la monodia barocca.

Il madrigale fu molto apprezzato a seguito della pubblicazione nel 1588 dell'opera di Nicholas Yonge, Musica Transalpina, raccolta di 57 madrigali italiani con testi tradotti in inglese, la maggior parte dei quali contengono composizioni di Alfonso Ferrabosco e di Luca Marenzio, dando inizio così alla cultura del madrigale nazionale; l'ultima raccolta di madrigali italiani, Arie a 3 voci, fu pubblicata nel 1627. Tutti i maggiori musicisti inglesi del tempo ne composero, giungendo alla massima espressione con l'opera di William Byrd, Orlando Gibbons, i più legati alle tradizioni locali, con Thomas Morley, il madrigalista più fecondo, popolare e italiano, melodicamente gradevole, con un senso armonico moderno e una chiara scrittura contrappuntistica e soprattutto con John Wilbye, sottile compositore di forte sensibilità poetica e ci furono anche musicisti che scrissero testi romantici come John Dowland, che scrisse "Come Again" ed altri madrigali.

### In Francia
Il madrigale francese ebbe poco successo dal momento che questo doveva già molto alla tradizionale chanson nazionale, cosicché l’Altro non è mio amore, di Claudin de Sermisy, del 1534 e l'unico madrigale di Clément Janequin, Sì come il chiaro sole fier, del 1540, entrambi su testi italiani, non si allontanano dalle loro abituali canzoni, dal ritmo chiaro e dalla precisa sillabazione delle parole.

### In Spagna
Il madrigale spagnolo ottenne notevole successo, pur mantenendo generalmente i tradizionali nomi villancico, canción e romance. Fu il catalano Pere Alberch i Vila ad adottarne il nome per primo nel suo libro Odarum quas vulgo madrigales appellantur del 1561.

### In Germania
Pochi sono, infine, i madrigalisti tedeschi: Hans Leo Haßler, allievo di Giovanni Gabrieli, fonde lo stile madrigalistico italiano con quello del Lied nella sua raccolta di Madrigalen und Canzonetten del 1596 e Johann Hermann Schein, nei Diletti musicali del 1624, adotta lo stile concertante prevedendo il basso continuo auf Madrigal – Manier.